# Long Beach (Minnesota)
Pour les articles homonymes, voir Long Beach.
Long Beach est une ville américaine située dans le Comté de Pope, dans le Minnesota. Selon le recensement de 2010, sa population est de 335 habitants.

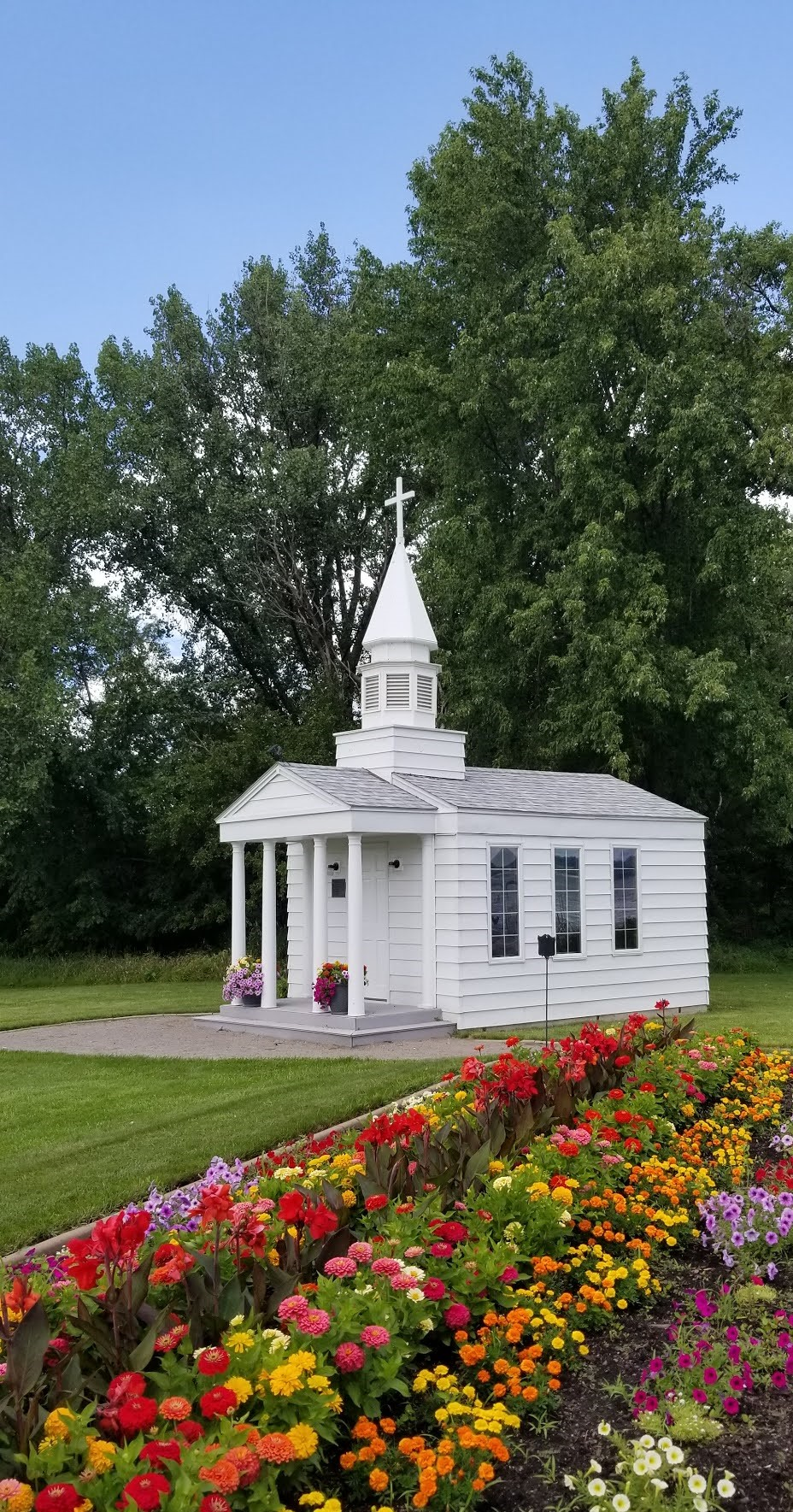
Jardins Morning Glory et chapelle à Long Beach, Minnesota (2020)